# پووهاتان (کانزاس)
پووهاتان (به انگلیسی: Powhattan) شهری در ایالت کانزاس کشور ایالات متحده آمریکا است که جمعیت آن در سرشماری سال ۲۰۱۰ میلادی، ۷۷ نفر بوده‌است.